# 特雷泽河畔乌祖埃
特雷泽河畔乌祖埃（法語：Ouzouer-sur-Trézée，法語發音：[uzwɛʁ syʁ tʁeze; uzwaʁ-]）是法国卢瓦雷省的一个市镇，位于该省东南部，属于蒙塔日区。

## 地理
特雷泽河畔乌祖埃（47°40'22"N, 2°48'29"E）面积61.63 平方千米，位于法国中央-卢瓦尔河谷大区卢瓦雷省，该省份为法国中北部省份，北起埃松省，西北接厄尔-卢瓦省，西南接卢瓦-谢尔省，南至涅夫勒省和谢尔省，东临约讷省，东北接塞纳-马恩省。
与特雷泽河畔乌祖埃接壤的市镇（或旧市镇、城区）包括：埃斯克里涅勒、罗尼-莱塞特埃克吕斯、布勒托、布里亚尔、拉比西耶尔、皮赛地区达马里、日安、卢瓦尔河畔乌松。
特雷泽河畔乌祖埃的时区为UTC+01:00、UTC+02:00（夏令时）。

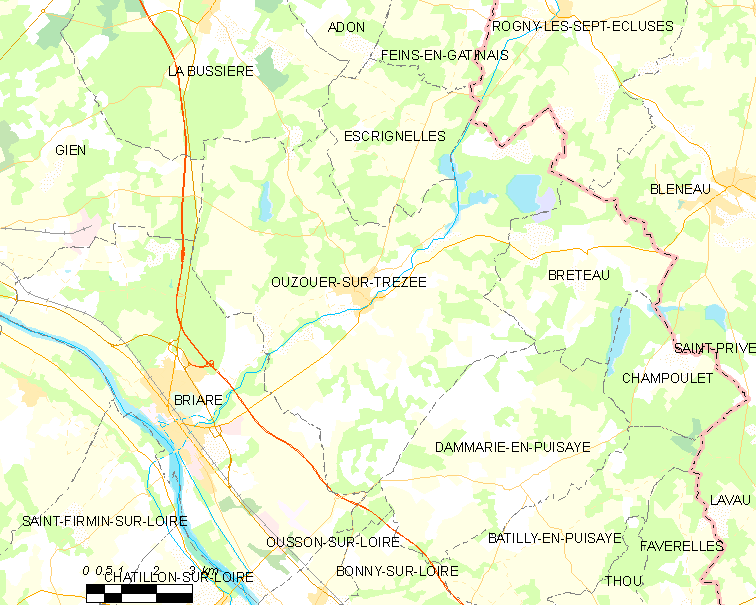
特雷泽河畔乌祖埃的OSM定位图

## 行政
特雷泽河畔乌祖埃的邮政编码为45250，INSEE市镇编码为45245。

## 政治
特雷泽河畔乌祖埃所属的省级选区为日安县。

## 人口

1962-2008年间特雷泽河畔乌祖埃人口变化图示

特雷泽河畔乌祖埃于2022年1月1日时的人口数量为1124人。